# NGC 6577
NGC 6577 est une galaxie elliptique située dans la constellation d'Hercule. Sa vitesse par rapport au fond diffus cosmologique est de 5 093 ± 22 km/s, ce qui correspond à une distance de Hubble de 75,1 ± 5,3 Mpc (∼245 millions d'al). NGC 6577 a été découverte par l'astronome allemand Albert Marth en 1864.